# Monuments
Monuments ist eine Progressive-Metal-Band aus London, England. Die Band wurde als Nebenprojekt unter dem Namen Elements von dem ehemaligen Fellsilent-Gitarristen John Browne und Josh Travis (damals noch bei The Tony Danza Tapdance Extravaganza) gegründet und gilt neben Periphery und TesseracT als einer der größten Vertreter der Djent-Szene.

## Name
Der Name ist inspiriert durch Monumente (daher auch Monuments), wie den Pyramiden von Gizeh, dem Zikkurat des Mondgottes Nanna oder dem terrassierten Plattformhügel Pumapunku in der Ruinenstätte Tiwanaku.

## Geschichte

### Gründung
Monuments startete, damals noch unter dem Namen Elements, 2009 als kleines internationales Musikprojekt des Ex-Fellsilent-Gitarristen John Browne und Josh Travis, dem damaligen Gitarristen von The Tony Danza Tapdance Extravaganza. Kurz bevor Brownes ehemalige Band Fellsilent im Frühling 2010 endgültig ihre Auflösung bekannt gab, stellte er das Line-up Monuments’ so um, dass aus dem 2-Mann-Projekt eine Vollzeit-Band wurde. Mit Neema Askari (ebenfalls Ex-Fellsilent) und Grep Pope waren schnell die Positionen der Sänger besetzt. Den Bass übernahm Adam Swan, während in Mike Malyan ein junger talentierter Schlagzeuger gefunden worden war. Mit dem bereits ein Jahr zuvor gesammelten Material spielte die Band ihre erste Konzerte, für die Chimp Spanners Gitarrist Paul Ortiz als aktives Live-Mitglied für die zweite Gitarre gewonnen werden konnte. Zudem konnte die Band einen Plattenvertrag mit dem ebenfalls aus London stammenden Label Basick Records aushandeln. Im Oktober 2010 nahm die Band an der sechsten Ausgabe des Euroblast Festivals teil und spielte neben Chimp Spanner als Headliner. Einen Monat später veröffentlichte die Band ihre Debüt-EP We Are the Foundation, welche die Band selbst vertrieb und nur auf Konzerten oder im eigenen bigcartel-Store erhältlich war.

### Veränderungen im Line-up
Anfang 2011 gab die Band den Gitarristen Olly Steele als neues festes Bandmitglied bekannt, auf welchen die Band aufmerksam geworden war, nachdem dieser mit seiner Band Cyclamen als Vorband von TesseracT spielte, welche er kurz nach dem Hinzustoßen zu Monuments verließ. Steele hatte zuvor als Live-Gitarrist bei Monuments auf der The League of Extraordinary Djentlemen-Tour ausgeholfen, nachdem Gitarrist Paul Ortiz aus Zeitmangel nicht mehr für Monuments spielen konnte. Im Mai 2011 verkündete die Band, dass sie sich sowohl von Neema Askari, als auch von Grep Pope getrennt hatte. Als Grund der Trennung wurde angegeben, dass beide Sänger nicht die musikalische Richtung einschlagen wollten, die der Rest der Band für richtig hielt. Zudem gab die Band bekannt, die Aufnahmen der instrumentellen Parts für das bevorstehende Debütalbum fertiggestellt zu haben. Nach fast einem Jahr erfolgloser Suche und vielen Castings, fand die Band in Matthew Rose Anfang 2012 einen neuen Sänger, welcher Teil der Drum-and-Bass-Gruppe The Qemists war. Es folgten die Aufnahmen der Gesangs-Parts zum ersten Album, welches über Basick Records veröffentlicht werden sollte. Im Mai gab die Band bekannt, bei dem deutschen Label Century Media einen Plattenvertrag unterschrieben zu haben und dass das Debütalbum Gnosis dort veröffentlicht wird.

### Veröffentlichung vonGnosis
Am 24. August 2012 erschien in Deutschland mit Gnosis das erste Studioalbum der Band, welches einen Tag vor Erscheinen auf den Internetportalen von Visions und Rock Sound als Stream veröffentlicht wurde. Mehr als einen Monat später war das Album auch in Nordamerika erhältlich. Auf dem Album befanden sich neben zwei neu gemasterten Versionen der Lieder Admit Defeat und The Uncollective, welche bereits auf der ersten EP veröffentlicht und lediglich mit neuen Texten versehen wurden, sieben weitere neue Songs. Der Titel des Albums bezieht sich auf den Gnostizismus, den die Band als eine Art höhere Ebene geistigen Wissens interpretiert, in der die Fragen der Gründe der eigenen Existenz nichtig sind. Die Botschaft daraus gibt die Band in ihrem Song Doxa wieder, in dem sie darauf eingeht, sich nicht immer von Anderen beeinflussen zu lassen, sondern sich eine eigene Meinung zu bilden. Auch die weiteren Lieder des Albums beschäftigen sich mit der Menschheit und dem Menschen an sich. Des Weiteren sind die Texte sowohl durch Literatur, von unter anderem Noam Chomsky und Christopher Hitchens, sowie Dichtungen von Allen Ginsberg oder etwa Jack Kerouac geprägt. Im Oktober 2012 stellte die Band eine ebenfalls neu gemasterte und mit neuem Text versehene Version von Memoirs, des dritten Tracks der EP We Are the Foundation, auf bandcamp, welchen man in digitaler Form für £2 erstehen konnte. Alle durch den Kauf erzielten Erträge gingen an Laura, eine gute Freundin der Band, welche unter der seltenen Krankheit PMP leidet, die im Regelfall tödlich endet.

### Neuste Entwicklungen
Ende März 2013 trennte sich die Band wegen internen Differenzen zwischen dem Sänger und dem Rest der Band von Matt Rose. Infolgedessen stellte die Band Instrumentalversionen der Lieder Doxa und The Indulger zum kostenlosen Download online, welche Bewerber, die bestimmte Kriterien erfüllen sollten, mit ihrem Gesang hinterlegen und sich bei der Band mit diesen als Sänger bewerben konnten. Anfang Juni gab die Band bekannt einen neuen Sänger gefunden zu haben, welcher Ende Juni auf dem Ghostfest vorgestellt werden sollte. Jedoch tauchten bereits einige Tage zuvor Live-Aufnahmen von einem Konzert in Croydon auf, wo die Band unter dem Namen The Indulgers mit ihrem neuen Sänger Christopher Barretto auftrat, Sohn des bekannten Jazzmusikers Ray Barretto und vorher bei Periphery.

## Diskografie

### Alben
- 2012: Gnosis (Century Media)
- 2014: The Amanuensis (Century Media)
- 2018: Phronesis (Century Media)
- 2022: In Stasis (Century Media)

### EPs
- 2010: We Are the Foundation (Eigenvertrieb)